# 5150: Home 4 tha Sick
5150: Home 4 Tha Sick – to minialbum amerykańskiego rappera, Eazy’ego-E wydany 28 grudnia 1992 roku nakładem wytwórni Ruthless.

## Lista utworów
1. "Intro: New Year’s E-Vil" – 0:49
2. "Only If You Want It" – 3:03
3. "Neighborhood Sniper" (gośc. Kokane) – 5:14
4. "Niggaz My Height Don't Fight" – 3:14
5. "Merry Muthafuckin' Xmas" (gośc. Menajahtwa, Buckwheat, Will 1X, Atban Klan) – 5:56

## Inni
- Naughty by Nature – producent
- Cold 187um – producent
- Bobby "Bobcat" Ervin – producent
- Brian "Big Bass" Gardner – mastering
- Donovan Sound – miksowanie
- Dean Karr – fotografie